# Stemmiulus meinerti
Stemmiulus meinerti är en mångfotingart som först beskrevs av Filippo Silvestri 1898.  Stemmiulus meinerti ingår i släktet Stemmiulus och familjen Stemmiulidae. Inga underarter finns listade i Catalogue of Life.